# Cupa României 1989-1990
Ediția 1989-1990 a fost a 52-a ediție a Cupei României la fotbal. A fost câștigată de Dinamo București, care a învins-o în finală pe Steaua București cu scorul de 6-4.

## Șaisprezecimi
| Data              | Echipă gazdă          |   | Echipă oaspete     | Rezultat   |
| ----------------- | --------------------- | - | ------------------ | ---------- |
| 21 februarie 1990 | Unirea Alba Iulia     | – | Corvinul           | 1:3        |
|                   | Strungul Arad         | – | Moreni             | 2:1        |
|                   | Rapid București       | – | Argeș Pitești      | 2:1        |
|                   | Dermata Cluj          | – | Selena Bacău       | 1:0        |
|                   | Electroputere Craiova | – | Universitatea Cluj | 2:0        |
|                   | Metalurgistul Cugir   | – | Sportul Studențesc | 1:0 (d.p.) |
|                   | CSM Borzești          | – | Jiul Petroșani     | 0:1 (d.p.) |

Notă: Din cauza unor erori de programare, numai șapte echipe din diviziile inferioare au jucat în această fază.

## Optimi
| Data              | Oraș           | Echipă gazdă          |   | Echipă oaspete      | Rezultat   |
| ----------------- | -------------- | --------------------- | - | ------------------- | ---------- |
| 27 februarie 1990 | Alba Iulia     | Dinamo București      | – | Jiul Petroșani      | 2:0        |
|                   | Râmnicu Vâlcea | Electroputere Craiova | – | Inter Sibiu         | 4:3 (pen.) |
| 28 februarie 1990 | Arad           | Poli Timișoara        | – | FC Bihor            | 4:1        |
|                   | Brașov         | Steaua București      | – | Dermata Cluj        | 8:1        |
|                   | București      | Rapid București       | – | Farul               | 0:1        |
|                   | Făgăraș        | Petrolul Ploiești     | – | Metalurgistul Cugir | 3:0        |
|                   | Hunedoara      | U Craiova             | – | Strungul Arad       | 5:4 (d.p.) |
|                   | Sibiu          | FCM Brașov            | – | Corvinul            | 3:2        |

## Sferturi
| Data           | Oraș      | Echipă gazdă      |   | Echipă oaspete        | Rezultat   |
| -------------- | --------- | ----------------- | - | --------------------- | ---------- |
| 10 martie 1990 | Constanța | Farul             | – | Steaua București      | 1:2        |
| 11 martie 1990 | București | Petrolul Ploiești | – | FCM Brașov            | 2:1 (d.p.) |
|                | Craiova   | U Craiova         | – | Electroputere Craiova | 1:0        |
|                | Hunedoara | Dinamo București  | – | Poli Timișoara        | 3:1        |

## Semifinale
| Data            | Oraș      | Echipă gazdă     |   | Echipă oaspete    | Rezultat   |
| --------------- | --------- | ---------------- | - | ----------------- | ---------- |
| 11 aprilie 1990 | București | Steaua București | – | Petrolul Ploiești | 3:0        |
|                 | București | Dinamo București | – | U Craiova         | 4:3 (pen.) |

## Finala
| 2 mai 1990 | Dinamo București                                                                    | 6 – 4 | Steaua București                                                               | Stadionul 23 August, București Spectatori: 30.000 Arbitru: Mircea Salomir (Cluj-Napoca) |
| 2 mai 1990 | Florin Răducioiu 3', 42', 82' Dorin Mateuț 39' Ioan Ovidiu Sabău 47' Dănuț Lupu 56' |       | Ilie Dumitrescu 22' Marius Lăcătuș 68' Iosif Rotariu 70' Nicolae Ungureanu 85' | Stadionul 23 August, București Spectatori: 30.000 Arbitru: Mircea Salomir (Cluj-Napoca) |

| DINAMO:        |                    |     |
|                |                    |     |
| P              | Bogdan Stelea      |     |
| F              | Anton Doboș        | 57' |
| F              | Mircea Rednic      |     |
| F              | Ioan Andone        |     |
| F              | Michael Klein      |     |
| M              | Ionuț Lupescu      |     |
| M              | Ioan Ovidiu Sabău  |     |
| M              | Dorin Mateuț       | 65' |
| M              | Dănuț Lupu         |     |
| A              | Claudiu Vaișcovici |     |
| A              | Florin Răducioiu   |     |
| Înlocuiri:     |                    |     |
| F              | Daniel Timofte     | 57' |
| M              | Ionel Fulga        | 65' |
| Antrenor:      |                    |     |
| Mircea Lucescu |                    |     |

| STEAUA:           |                   |     |
|                   |                   |     |
| P                 | Daniel Gherasim   |     |
| F                 | Lucian Ciocan     |     |
| F                 | Adrian Negrău     |     |
| F                 | Alin Artimon      | 57' |
| F                 | Nicolae Ungureanu |     |
| M                 | Daniel Minea      |     |
| M                 | Zsolt Muzsnai     |     |
| M                 | Iosif Rotariu     |     |
| M                 | Ilie Dumitrescu   |     |
| A                 | Marius Lăcătuș    |     |
| A                 | Gavril Balint     | 57' |
| Înlocuiri:        |                   |     |
| M                 | Ilie Stan         | 57' |
| A                 | Gheorghe Pena     | 57' |
| Antrenor:         |                   |     |
| Anghel Iordănescu |                   |     |